# Charles-Louis Triébert
Pour les articles homonymes, voir Triébert.
Charles-Louis Triébert, né à Paris le 30 octobre 1810 et mort à Saint-Maurice le 18 juillet 1867, est un hautboïste français.

## Biographie
Charles-Louis Triébert est le fils de George Louis Guillaume Triébert, maitre-facteur d'instruments et de Marie Françoise Courtin.
En 1829, il reçoit son premier prix de hautbois au Conservatoire de Paris. Son frère cadet Frédéric (1813-1878) pratique le même instrument.
Facteur comme son père et musicien virtuose, il est Premier Hautbois au Théâtre impérial des Italiens.
Il est professeur de Hautbois au Conservatoire durant les cinq dernières années de sa vie.
Il meurt à son domicile le 18 juillet 1867. Pierre Étienne Simon Duchartre et Eugène Jancourt sont témoins du décès devant l'état civil. Il est inhumé le 20 juillet.